# Stumpy Point (Carolina del Norte)
Stumpy Point es una localidad ubicada en el condado de Dare, Carolina del Norte, Estados Unidos. Es un área no incorporada, lo que significa que no tiene una corporación municipal propia y está administrada por una autoridad superior.
Es una pequeña comunidad costera situada sobre la bahía del mismo nombre.